# Nabil Begg
Nabil Begg (ur. 17 marca 2004 w Ba) – fidżijski piłkarz, występujący na pozycji pomocnika w nowozelandzkim klubie Auckland City FC oraz w reprezentacji Fidżi. Uczestnik Pucharu Narodów Oceanii 2024.

## Statystyki

### Klubowe
Na podstawie:
| Klub  | Sezonów | Liga                     | Liga  | Liga   | Puchar krajowy | Puchar krajowy | Kontynentalne | Kontynentalne | Suma  | Suma   |
| Klub  | Sezonów | Liga                     | Mecze | Bramki | Mecze          | Bramki         | Mecze         | Bramki        | Mecze | Bramki |
| ----- | ------- | ------------------------ | ----- | ------ | -------------- | -------------- | ------------- | ------------- | ----- | ------ |
| Ba FC | 4       | National Football League | 35    | 9      | 0              | 0              | –             | –             | 35    | 9      |
|       | Łącznie | Łącznie                  | 35    | 9      | 0              | 0              | 0             | 0             | 35    | 9      |

### Reprezentacyjne
Na podstawie:
| Występy i gole w reprezentacji | Występy i gole w reprezentacji | Występy i gole w reprezentacji | Występy i gole w reprezentacji | Występy i gole w reprezentacji | Występy i gole w reprezentacji | Występy i gole w reprezentacji | Występy i gole w reprezentacji |
| Lp.                            | Data                           | Miasto                         | Przeciwnik                     | Wynik                          | Gole                           | Inne                           | Rozgrywki                      |
| ------------------------------ | ------------------------------ | ------------------------------ | ------------------------------ | ------------------------------ | ------------------------------ | ------------------------------ | ------------------------------ |
| 1.                             | 24.03.2022                     | Doha                           | Papua-Nowa Gwinea              | 1:2 (1:1)                      |                                |                                | Eliminacje MŚ 2022             |
| 2.                             | 28.03.2022                     | Doha                           | Vanuatu                        | 2:1 (2:1)                      |                                |                                | mecz towarzyski                |
| 3.                             | 18.11.2023                     | Honiara                        | Mariany Północne               | 10:0 (6:0)                     | 2'                             |                                | mecz towarzyski                |
| 4.                             | 21.11.2023                     | Honiara                        | Tahiti                         | 0:0 (0:0)                      |                                |                                | mecz towarzyski                |
| 5.                             | 28.11.2023                     | Honiara                        | Wyspy Salomona                 | 0:2 (0:1)                      |                                |                                | mecz towarzyski                |
| 6.                             | 01.12.2023                     | Honiara                        | Vanuatu                        | 4:2 (1:2)                      | 73'                            |                                | mecz towarzyski                |
| 7.                             | 21.03.2024                     | Honiara                        | Wyspy Salomona                 | 2:0 (1:0)                      |                                |                                | mecz towarzyski                |
| 8.                             | 16.06.2024                     | Suva                           | Papua-Nowa Gwinea              | 5:1 (2:0)                      | 2'                             |                                | Puchar Narodów Oceanii 2024    |

## Sukcesy
Na podstawie:
Brak ważniejszych osiągnięć.